# Leïla Tall
Pour les articles homonymes, voir Tall.
Leïla Tall est une actrice de cinéma burkinabé. Épouse d’Alain Hema, comédien burkinabé, elle avait en 2015 à son actif, 13 films.

## Biographie

### Enfance et études
Née en 1958 à Bonnessin, Leïla Tall débute le cinéma dès l’enfance. Elle joue dans plusieurs troupes de théâtre,,. Elle se fait plus connaitre en interprétant des rôles dans des films Burkinabè.

### Carrière
Elle joue son premier rôle dans le film "A l’ombre d’un Tamarinier" (1999), un court métrage de 26 min de Dramane Demé.En 2023, elle est désigné comme l'égerie des Sotigui Awards.  Elle figure aujourd'hui sur la rue des étoiles à Ouagadougou pour son apport au cinéma Burkinabè et Africain. 
Dans les films "Kato Kato" et "La République des Corrompus" on la retrouve respectivement dans les rôles de la Journaliste télé  et directrice de parution, un clin d'oeil pour saluer la bravoure des femmes journalistes . C'est le rôle de Delphine, la mère qu'elle va jouer dans "La fille et sa mère". 

## Filmographie

### Longs métrages
- 2006: Kato Kato [12] de Idrissa Ouedraogo
- 2015 : La Fille de sa mère[12] de Serge Armel Sawadogo et Carine Bado[13]
- 2016 : Le Complot[12] de Habibou Zoungrana[14]
- 2017 : Le Destin brisé de Koffi Assogba
- 2017 : La Forêt de Niolo d'Amadou Rouamba
- 2018 : La République des Corrompus de Salam Zampaligré[15].
- 2020 : Al Hadji Moustapha de Dramane Gnessi
- 2023 : SIRA d'Apolline Traore
- 2023 : Le Gang des élèves [12],[16]

### Courts métrages
- 2003 : Gozel ou le Mil promis de Sékou Traoré
- 2012 : Le Parfait Coupable d'Ibris Nziengui
- 2017 : Ça tourne à Ouaga d'Irène Tassembédo
- 2022 : Le Botaniste de Floriane Zoundi

### Séries
- 2010 : Trois femmes, un village d'Aminata Diallo Glez[17]
- 2010 : Célibatorium d'Adama Rouamba
- 2014 : Du jour au lendemain de Michel Bohiri